# Небезпека для руху
Небезпе́ка для ру́ху — зміна дорожньої обстановки (у тому числі поява рухомого об'єкта, який наближається до смуги руху транспортного засобу чи перетинає її) або технічного стану транспортного засобу, яка загрожує безпеці дорожнього руху і змушує водія негайно зменшити швидкість або зупинитися. Окремим випадком небезпеки для руху є рух у межах смуги транспортного засобу іншого транспортного засобу назустріч загальному потоку.